# The Daughter Also Rises
«The Daughter Also Rises» (с англ. — «И восходит дочь») — тринадцатый эпизод двадцать третьего сезона мультсериала «Симпсоны», который вышел на телеканале «Fox» 12 февраля 2012 года.

## Сюжет
В очень неожиданном движении на День святого Валентина Мардж позволяет Гомеру как подарок провести время с Бартом, в то время, как она и Лиза идут в ресторан на ужин.
За ужином Мардж обнаруживает, что у нее мало общего с Лизой, и отвлекается на фуршет. Во время этого Лиза замечает красивого мальчика по имени Ник через трещину в стене между их столиками. Эти двое испытывают влечение друг к другу и начинают встречаться.
Лиза приглашает Ника познакомиться с остальной семьей. Однако, несмотря на то, что Ник впечатлён, Мардж предупреждает Лизу, чтобы она не проводила с ним слишком много времени, беспокоясь о том, что Лиза слишком отличается от нее. Смущенная этим, Лиза идёт к дедушке за советом. Дедушка рассказывает ей историю о Пираме и Фисбе, двух влюбленных, которые разговаривали через трещину в стене между своими домами, когда их семьи ненавидели друг друга. Они поцеловались под тутовым деревом, обозначая свою вечную любовь. Вдохновлённая этим, Лиза просит дедушку отвезти ее и Ника на остров Малберри до заката, чтобы они могли разделить момент вечной любви. Он соглашается и крадёт фургон своего дома престарелых, чтобы отвезти их.
Гомер, Мардж и Барт выручают его и догоняют Лизу и Ника, когда они начинают грести на своей лодке через реку к дереву. Мардж использует водные туфли, чтобы перебраться через реку и добраться до тутового дерева. В это время Лиза и Ник задумываются о вступлении в отношения, но вместо этого решают расстаться, сомневаясь, что они могут посвятить остаток своей жизни друг другу. Мардж утешает Лизу, а затем целует ее под тутовым деревом, чтобы напомнить ей об их собственной вечной любви матери и дочери.
Между тем Барт и Милхаус, вдохновлённые шоу «Разрушители легенд», решают развенчать некоторые легенды школы. Сначала школьников увлекает развенчание мифа. Однако в конечном итоге это срабатывает слишком хорошо, и ученики разочаровываются в отсутствии интересных мифов в школе. В итоге Барт и Милхаус придумывают способ снова развлечь школу, создав миф, в котором садовник Вилли — оборотень.
В конце серии показан Гомер, который думает, что «если толстый всплывает, он не утонет», но в результате это было «ложью»…

## Культурные отсылки
- Название эпизода основано на названии романа «И восходит солнце», написанный Эрнестом Хемингуэем. Также показано, что Ник увлекается книгами Хемингуэя.
- Легенда о потонувшей в фонтане девочке — отсылка к фильму «Кэндимен».
- В серии пародируется шоу «Разрушители легенд».

## Отношение публики
Главным конкурентом этого эпизода считалась 54-я церемония вручения «Грэмми», поэтому эпизод собрал у экранов всего 4.33 миллиона зрителей, что является самым низким рейтингом в этом сезоне.